# Malakitkungsfiskare
Malakitkungsfiskare (Corythornis cristatus) är en övervägande afrikansk fågel i familjen kungsfiskare inom ordningen praktfåglar.

## Utseende och läte
Malakitkungsfiskaren är en mycket liten fågel med en kroppslängd på endast tolv centimeter, mindre än kungsfiskaren som den annars är lik. Den skiljer sig genom att ovansidan är mörkare blå och den röda undersidan når fram till näbben utan att brytas av det breda blå band som kungsfiskaren har. Hjässan är bandad och kan resas till en liten tofs. Näbben är också röd medan kungsfiskarens är svart.
Lätet är ett hårt "tschik" som ofta avges i flykten.

## Utbredning och systematik
Malakitkungsfiskare förekommer huvudsakligen i Afrika söder om Sahara. Dess inre systematik är omtvistad. Clements et al delar in den i fem underarter med följande utbredning:
- Corythornis cristatus galeritus – förekommer i Afrika söder om Sahara söderut till Limpopofloden och Moçambique
- Corythornis cristatus cristatus – förekommer från södra Angola, sydvästra Zambia och Limpopofloden söderut till Kapprovinsen
- Corythornis cristatus robertsi (syn.longirostris) – förekommer från norra Namibia och södra Angola till nordvästra Zimbabwe och sydvästra Zambia
- Corythornis cristatus thomensis – förekommer på São Tomé i Guineabukten
- Corythornis cristatus nais – förekommer på Príncipe i Guineabukten

Fågeln ses även sällsynt i Jemen där den tydligen är nomadiskt förekommande och oregelbunden häckfågel i de södra delarna. Tillfälligt har den påträffats i Oman.
Andra auktoriteter inkluderar robertsi/longirostris i nominatformen och urskiljer populationen i Eritrea med närområden som stuartkeithi. Andra bryter ut nominatformens populationer öster om Togo som cyanostigma (inklusive stuartkeithi).
Birdlife International och IUCN utskiljer thomensis och nais som egna arter.

### Släktestillhörighet
Tidigare placerades malakitkungsfiskaren i släktet Alcedo, men DNA-studier visar att den bildar en grupp tillsammans med madagaskarkungsfiskare, rostvit kungsfiskare och vitbukig kungsfiskare, alla avlägset släkt med Alcedo och därför placerade i ett eget släkte, Corythornis.

## Levnadssätt
Malakitkungsfiskaren är en vanlig fågel i vassbälten och kring vattenlevande växtlighet nära långsamma vattendrag och dammar. Den ses ofta flyga snabbt lågt över vattnet. Fågeln häckar i en utgrävd tunnel i en sandbank. Den lägger tre till fyra kullar med tre till sex runda, vita ägg.

## Föda
Fågeln väljer ut sittplatser, lågt över vattnet, varifrån den sitter upprätt med stjärten pekande nedåt, på jakt efter fisk, kräftdjur eller vattenlevande insekter. När den upptäckt något dyker den snabbt ner för att direkt återkomma till sittplatsen med bytet. Stora byten dödar den genom att slå mot en gren, medan den sväljer småfisk och insekter på direkten.

## Status och hot
Arten har ett stort utbredningsområde och en stor population med stabil utveckling och tros inte vara utsatt för något substantiellt hot. Utifrån dessa kriterier kategoriserar internationella naturvårdsunionen IUCN arten som livskraftig (LC). Världspopulationen har inte uppskattats men den beskrivs som vida spridd och vanlig. Notera att IUCN bedömer hotstatus för nais och thomensis separat, båda som livskraftiga.